# Maum
Maum (irl. An Mám) – wieś w hrabstwie Galway w Irlandii.